# Bokor Margit
Bokor Margit (eredeti nevén Wahl Margit) (Losonc, 1900. április 2. – New York, 1949. november 9.) opera-énekesnő (szoprán). Világszerte keresett koloratúrszubrett volt. Richard Strauss Arabellájának ősbemutatóján, valamint brit és osztrák premierjén ő énekelte Zdenka szerepét.

## Élete
Zsidó családban született. A budapesti Zeneakadémián és Bécsben tanult.
1928-ban, egy nem kimondottan hangfajának megfelelő szerepben, Fidelioként (Beethoven) debütált a lipcsei operában. Két évad után, 1930 őszétől a drezdai Semperoperhez szerződött. Itt énekelte 1933. július 1-jén Zdenkát Richard Strauss Arabellájának ősbemutatóján (1934-ben ugyanezt a szerepet formálta meg a mű Covent Garden-beli premierjén). A náci hatalomátvétel után el kellett hagynia Németországot.
1933 őszén már Bécsben szerepelt, szerződtette a Staatsoper. 1934. január 20-án egy újabb ősbemutató részese volt: Lehár Ferenc Giuditta c. operettjében Anitát játszotta. Ez év nyarán szerepelt a Salzburgi Ünnepi Játékokon. A bécsi évek alatt egész Európát bejárta vendégfellépései során. Az Anschluss után, 1938 márciusában elbocsájtotta a Staatsoper, arra hivatkozva, hogy katolikus vallású ugyan, de zsidó származású. Nyártól négy hónapon át kapott nyugdíjat. Az év végén a nácizmustól még érintetlen Párizsba költözött. Innen szervezte az Amerikába utazását.
Egy Rio de Janeiro-i fellépéssorozat után érkezett 1939-ben az USA-ba. Itt minden jelentős operatársulattal (pl. Chicago, San Francisco, Metropolitan) fellépett. 1947-ben az akkor induló New York City Operához szerződött. Súlyos betegsége miatt itt csak rövid időt tölthetett.
Emlékére barátai rákkutatási alapítványt hoztak létre a Columbia Egyetemen (Margit Bokor Memorial Fund for Cancer Research).

## Szerepei
- Beethoven: Fidelio — Leonora
- Bizet: Carmen —  Micaela; Frasquita; Mercedes
- d'Albert: Hegyek alján — Antonia
- Gluck: Orfeusz és Eurüdiké — Ámor
- Halévy: A zsidónő — Eudoxia hercegnő
- Humperdinck: Jancsi és Juliska — Jancsi
- Korngold: A holt város — Juliette
- Lehár Ferenc: Giuditta — Anita
- Leoncavallo: Bajazzók — Nedda/Colombina
- Mascagni: Parasztbecsület — Lola
- Millöcker: A koldusdiák — Laura
- Mozart: Bastien és Bastienne — Bastien; Bastienne
- Mozart: Szöktetés a szerájból — Blondchen
- Mozart: Don Juan — Zerlina
- Mozart: Figaro házassága — Susanna; Cherubino
- Mozart: Così fan tutte — Dorabella
- Nicolai: A windsori víg nők — Fluthné
- Offenbach: Hoffmann meséi — Giulietta
- Pfitzner: Palestrina — Silla
- Puccini: Bohémélet — Musette
- Ravel: Pásztoróra — Concepcion
- Respighi: A láng — Monica
- Johann Strauss d. S.: A denevér — Rosalinda; Ida
- Johann Strauss d. S.: A cigánybáró — Szaffi
- Richard Strauss: Elektra — Szolgáló
- Richard Strauss: A rózsalovag — Sophie; Octavian
- Richard Strauss: Ariadné Naxos szigetén — A komponista; Najád
- Richard Strauss: Arabella — Zdenka
- Richard Strauss: Az egyiptomi Heléna — Aithra
- Suppé: Boccaccio — Beatrice
- Thomas: Mignon — címszerep
- Verdi: A trubadúr — Leonora
- Verdi: La Traviata — Violetta Valery
- Verdi: A végzet hatalma — Doña Leonora di Vargas
- Verdi: Álarcosbál — Oscar
- Verdi: Don Carlos — Valois Erzsébet; Mennyei hang
- Wagner: Cola Rienzi, az utolsó tribunus — Irene
- Wagner: Tannhäuser... — Vénusz
- Wagner: A walkür — Ortlinde
- Wagner: Siegfried — Az erdei madár hangja
- Wagner: Parsifal — Második viráglány (I. csoport)
- Weber: A bűvös vadász — Koszorúslány
- Weber: Oberon, a tündérek királya — Oberon
- Wolf-Ferrari: A Madonna ékszerei — Maliella
- Wolf-Ferrari: A négy házsártos — Felice